# Novotcherkassk
Cet article concerne la ville. Pour le navire du même nom, voir Novotcherkassk (navire)
Novotcherkassk (en russe : Новочеркасск) est une ville de l’oblast de Rostov, en Russie, et l’ancienne capitale des cosaques du Don. Sa population s’élevait à 160 529 habitants en 2024.

## Géographie
Novotcherkassk est située sur la rive droite des rivières Touzlov et Aksaï, à 35 km au nord-est de Rostov-sur-le-Don et à 944 km au sud de Moscou.

## Histoire
Novotcherkassk a été fondée en 1805 comme chef-lieu administratif de l’oblast de l'armée du Don. Jusqu’alors, les habitants de Tcherkassk devaient abandonner leurs terres au moment des crues. La création de la ville permit d’endiguer les rives, ce qui protégea la ville des inondations. La voyageuse française Adèle Hommaire de Hell en fait une description lors de son voyage en 1840, rappelant qu'elle a été fondée par le comte Matveï Platov. Elle comptait à l'époque environ dix mille habitants, avec deux grands bazars et un grand hôtel tenu par un Français. Elle décrit la beauté de ses habitants, tant masculins que féminins.
Novotcherkassk fut un court moment le siège épiscopal de l’Église orthodoxe grecque. La ville possède une cathédrale (1904), le palais des atamans du Don et des monuments dédiés à Matveï Platov et Ermak Timofeïévitch.
Durant la guerre civile russe, Novotcherkassk fut le cœur des forces contre-révolutionnaires du Don (armée des volontaires et armée du Don). Sa population doubla alors pour atteindre 100 000 habitants. L’Armée rouge finit par prendre la ville le 7 janvier 1920 et Novotcherkassk perdit son statut de capitale du Don.

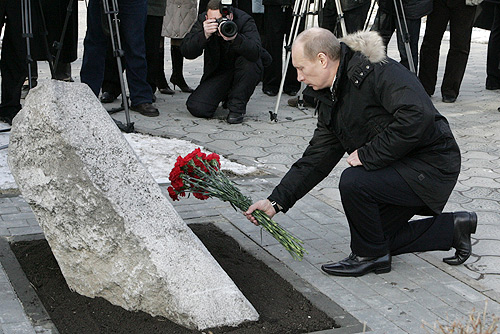
Le président russe Vladimir Poutine déposant en 2008 une fleur au mémorial des victimes du massacre de Novotcherkassk de 1962.

Durant la Seconde Guerre mondiale, la ville fut occupée par l’Allemagne nazie du 24 juillet 1942 au 13 février 1943. Le Groupe d'armées Don du maréchal von Manstein y installa notamment son quartier général à partir du 27 novembre 1942 après l’encerclement des forces germano-roumaines à Stalingrad, avant d’évacuer la ville devant la progression soviétique.

### 1962
Le 2 juin 1962, une grève éclata dans l’usine de locomotives électriques NEVZ (en) contre des augmentations de prix des produits alimentaires et des normes de travail. Les autorités communistes locales réprimèrent ces manifestations dans le sang. Vingt-six manifestants furent tués et 87 autres blessés par les troupes soviétiques. Cet événement est connu sous le nom de massacre de Novotcherkassk.

## Population
Recensements (*) ou estimations de la population
| 1856   | 1897*  | 1926*  | 1939*  | 1959*  | 1970*   | 1979*   | 1989*   |
| ------ | ------ | ------ | ------ | ------ | ------- | ------- | ------- |
| 17 900 | 51 963 | 56 608 | 75 917 | 95 453 | 162 365 | 183 055 | 187 973 |

| 2002*   | 2010*   | 2012    | 2013    | 2014    | 2015    | 2016    | 2017    |
| ------- | ------- | ------- | ------- | ------- | ------- | ------- | ------- |
| 170 822 | 168 746 | 169 032 | 173 140 | 173 464 | 172 817 | 170 233 | 168 766 |

| 2018    | 2019    | 2020    | 2021    | 2022    | 2023    | 2024    | - |
| ------- | ------- | ------- | ------- | ------- | ------- | ------- | - |
| 168 022 | 167 355 | 168 035 | 166 312 | 163 674 | 160 782 | 160 529 | - |

## Jumelages
- Iserlohn (Allemagne) depuis 1990.
- La Valette-du-Var (France) depuis 1990.

## Patrimoine

### Patrimoine civil
- Monument à Ermak,
- Palais des atamans,
- Monument à l'ataman Platov,
- Monument au général Baklanov,
- Arcs de triomphe.

### Patrimoine religieux
- Cathédrale de l'Ascension de Novotcherkassk
- Église catholique de Novotcherkassk
- Église Saint-Alexandre-Nevski
- Église Saints-Constantin-et-Hélène
- Église Saint-Michel-l'archange
- Église Saint-Dimitri

## Culture

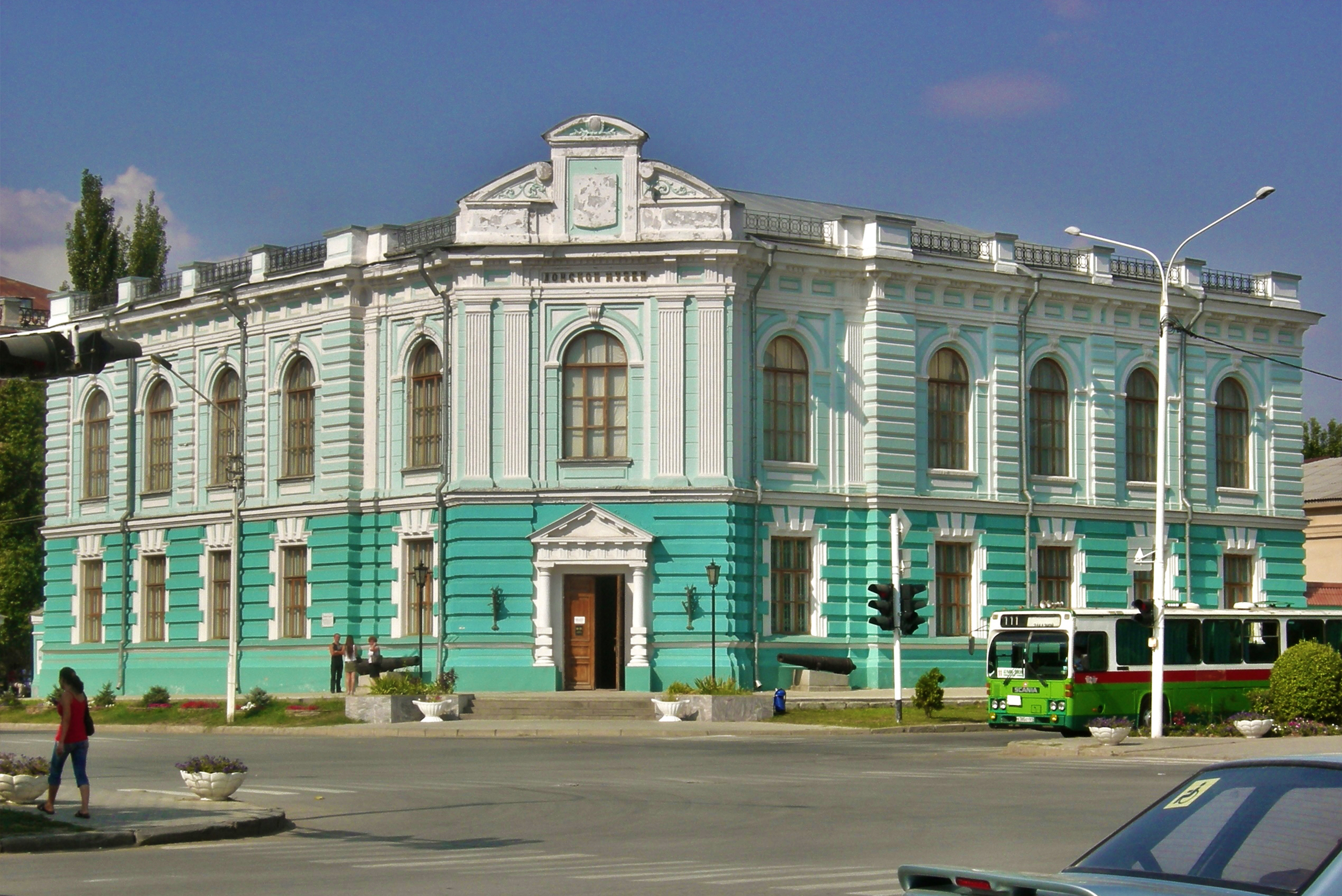
Musée d'histoire des cosaques du Don.

Novotcherkassk possède plusieurs établissements culturels dont le théâtre de drame et de comédie du Don, fondé en 1825, huit musées dont le musée musée d'histoire des cosaques du Don, le palais de l'Ataman, le musée Grekov, la maison-musée du poète Vladimir Kalmykov, le musée de l'histoire de l'université polytechnique Platov, le musée militaire, le musée d'histoire de la viticulture et de l'œnologie, le musée privé Ouchakov-Bogaïevski. La ville dispose aussi de salles de cinéma, de plusieurs maisons de la culture dont le centre culturel cosaque, d'une douzaine de bibliothèques dont la plus importante est la bibliothèque centrale municipale Pouchkine et d'écoles de musique pour la jeunesse.

## Sport
- FK MITOS Novotcherkassk, club de football ayant existé de 2008 à 2016.

## Personnalités
- Mikhaïl Bakhirev (1868-1920), amiral de la marine impériale russe
- Witold Łokuciewski (1917-1990), pilote de chasse polonais de la Seconde Guerre mondiale
- Alexandre Lebed (1950-2002), général de l’Armée soviétique puis des Forces armées de la fédération de Russie, homme politique
- Lise Cristiani (1827-1853), musicienne et voyageuse française.
- Youri Sedykh (1955-2021), athlète ukrainien.